# Amt Herschbach
Das Amt Herschbach war ein vom 13. Jahrhundert bis 1815/1816 bestehender Verwaltungs- und Gerichtsbezirk mit Sitz in Herschbach. Er gehörte zunächst zur Grafschaft Sayn, dann zum Kurfürstentum Trier, Nassau-Weilburg und zuletzt zum Herzogtum Nassau.

## Geschichte
Das Amt Herschbach gehörte ursprünglich dem Adelsgeschlechtes Sayn. 1606 starb Heinrich IV. von Sayn und hinterließ nur eine Tochter. Kurtrier zog daher das Amt Herschbach als erledigtes Lehen ein. Danach erhielt es der Freiherr von Nersen als Lehen. Unter Karl Kaspar von der Leyen erwarb Kurtrier das Amt. 1664 nach dem Tod von Graf Ernst Salentin von (Nieder-Isenburg). Hartenfels kam 1739 hinzu. 1658 bis 1664 Verpfändung an Freiherr von Virmond.
1658 bis 1664 war es an Freiherr von Virmond verpfändet. 1664 nach dem Tod von Graf Ernst von Isenburg-Grenzau erwarb Kurtrier unter Karl Kaspar von der Leyen das Amt. Hartenfels kam 1739 zum Amt hinzu. 
Das Amt zerfiel in zwei, durch die Grafschaft Dierdorf getrennte Teile: die Herrschaften Herschbach und Horhausen. Es bestand aus folgenden Orten: Bürdenbach, Epgert, Eulenberg, Güllesheim, Hartenfels, Herschbach, Horhausen, Huf, Krümmel, Krunkel, Lauchert, Marienhausen, Marienrachdorf, Maroth, Niedersteinebach, Obersteinebach, Peterslahr, Pleckhausen, Schenkelberg, Sessenhausen, Trierischhausen und Willroth.
Das Amt wurde 1803 im Reichsdeputationshauptschluss Nassau-Weilburg zugeordnet. Die Kirchspiele Horhausen und Peterslahr wurden im Rahmen der Vereinbarungen des Wiener Kongresses 1815 an das Königreich Preußen abgetreten. Mit der Neuorganisation der Ämter im Herzogtum Nassau wurde der Rest des Amtes dem Amt Selters zugeordnet.